# Euderces yucatecus
Euderces yucatecus là một loài bọ cánh cứng trong họ Cerambycidae.